# 양정중학교 (서울)
양정중학교(養正中學校)는 대한민국 서울특별시 양천구 목동에 있는 사립 중학교이다.

## 학교 연혁
- 1905년 5월 : 양정의숙 창립, 엄주익 선생 숙장 취임
- 1908년 3월 : 법률학과에 이어 경제학과 증설
- 1913년 2월 : 양정 고등 보통학교로 학제 개편
- 1918년 11월 : 창립지인 도렴동에서 만리동으로 이전
- 1938년 9월 : 양정 고등 보통학교 학칙을 양정중학교로 개편
- 1951년 9월 : 양정중학교와 양정고등학교로 분리 개편
- 1988년 2월 : 만리동에서 현재의 목동으로 이전
- 2021년 2월 : 제107회 졸업 (총 졸업생 수 33,014명)
- 2021년 9월 : 제11대 교장으로 한양수 선생 취임

## 참고 자료
- 양정중학교 - 한국교육학술정보원 학교알리미